# Tamiya Terashima
Pour les articles homonymes, voir Terashima.
Tamiya Terashima (寺嶋民哉, Terashima Tamiya) est un compositeur japonais né le 10 avril 1958. Il a composé beaucoup de musiques pour la télévision et pour des dessins animés, notamment Les Contes de Terremer (2006).

## Compositions
- 2004 : Han'ochi (半落ち?) de Kiyoshi Sasabe
- 2006 : Les Contes de Terremer (ゲド戦記, Gedo senki?) de Gorō Miyazaki, en collaboration avec Carlos Núñez
- 2013 : Rokugatsudō no sanshimai (六月燈の三姉妹?) de Kiyoshi Sasabe